# ایلدیکو رونائی
ایلدیکو رونائی (مجاری: Rónay Ildikó؛ زادهٔ ۲۵ مارس ۱۹۴۶) شمشیرباز زن اهل مجارستان بود.
وی در مسابقات کشوری و بین‌المللی در مجموع برندهٔ ۱ مدال نقره شده‌است.